# Raión alemán de Luxemburgo
El raión alemán de Luxemburgo (en alemán: Deutscher Kreis Luxemburg; en ucraniano: Люксембурзький німецький район) fue un distrito nacional situado en la RSS de Ucrania, una de las repúblicas de la URSS, con capital en Luxemburgo.

## Geografía
El raión incluía los consejos de aldea alemanes de Vishniuvate, Karl-Libknecht, Kuznetsivka, Luxemburgo, Mariánivka, Novokrasnivka, Respublika, Uritska, junto con la aldea mixta de Rozivka y la griega de Novo-Kermenchitska. Territorialmente, el raión limitaba con el raión judío de Novozlatopil.

## Historia
El raión alemán de Luxemburgo se formó el 30 de abril de 1925 como raión nacional alemán del ókrug de Mariúpol de la República Socialista Soviética de Ucrania como parte del vólost de Alexandernevsk, así como los pueblos de Petropavlovka, Semenovka, Sergeevka, Ksenyevka, Novo-Romanovka, Marinovka, Stepanovka aislados de la región de Petropavlovsk.
En 1930, se abolió el ókrug de Mariúpol y el raión alemán de Luxemburgo quedó directamente subordinada a la República Socialista Soviética de Ucrania. En 1932 fue asignado al óblast de Dnipropetrovsk. El 2 de julio de 1932 se formó el óblast de Donetsk, pero el raión siguió siendo parte de la óblast de Dnipropetrovsk. El 10 de enero de 1939 se formó el óblast de Zaporiyia, en la que se incluyó el raión de Luxemburgo. Durante el Holodomor (1931-1932), decenas de personas murieron de hambre. A principios de 1937 comenzaron las represiones masivas en la región: 73 alemanes, diez griegos, tres ucranianos y dos polacos fueron arrestados. Además, 74 personas fueron condenadas a muerte y otras deportadas al gulag.
El 20 de febrero de 1939 se abolieron todos los raiones nacionales, entre ellos el raión alemán de Luxemburgo. Al mismo tiempo, los consejos de aldea de Respublika y Novokrasnivka fueron transferidos al raión de Volodarske de la óblast de Donetsk, y el resto del territorio, al raión de Kuibishev de la óblast de Zaporiyia. Después de lo cual el pueblo de Luxemburgo pasó a llamarse Rozivka.

## Demografía
A partir de 1788, los colonos alemanes se trasladaron a la zona, de modo que en 1928 había 44 asentamientos aquí, entre ellos 40 alemanes, dos ucranianos, un griego y uno mixto. En 1928 había un total de 18.714 habitantes, con un 81,3% alemanes, 5,6% de griegos, 5% de ucranianos, 4,4% de rusos y 3,2% de judíos. El 1 de enero de 1938, la población era de 24.010 personas.

## Economía
Las granjas colectivas incluían al 17% de los propietarios de los distritos, el 2,3% eran trabajadores industriales. El 1 de enero de 1930, la población era de 20.120 personas, de las cuales el 2,3% eran trabajadores industriales y el 91,3% eran campesinos. El 91,3% de la tierra estaba dedicada a la siembra, de los cuales el 85,1% eran cereales y el 7,1% cultivos técnicos (girasol). El raión alemán de Luxemburgo era económicamente el más poderoso entre otros distritos del ókrug de Mariúpol. 

## Infraestrutura

### Educación
Había 36 escuelas primarias y dos escuelas de siete años donde el idioma de instrucción era el alemán. Sólo en tres escuelas del distrito se enseñaba ucraniano, ruso y griego. La tasa de alfabetización de la población era una de las más altas entre los raiones nacionales: el 85% de los hombres y el 81,5% de las mujeres estaban alfabetizados. Había 95,1 estudiantes por cada 100 adultos. 

### Sanidad
La atención médica a la población estuvo a cargo de 4 médicos de 4 hospitales con capacidad para 42 plazas.